# Culicoides tristriatulus
Culicoides tristriatulus är en tvåvingeart som beskrevs av Hoffman 1925. Culicoides tristriatulus ingår i släktet Culicoides och familjen svidknott. Inga underarter finns listade i Catalogue of Life.